# Pietro Tarchini
Pietro Tarchini (Balerna, 29 de septiembre de 1921 - Ponte Cremenaga, 14 de julio de 1999) fue un ciclista suizo que fue profesional entre 1946 y 1949. Durante estos años consiguió 4 victorias.

## Palmarés
- 1946
  - Vencedor de dos etapas en la Volta a Cataluña[2]
  - Vencedor de una etapa a la Vuelta en Mallorca
- 1947
  - 1º en el Tour des Quatre-Cantons
  - Vencedor de una etapa en el Tour de Francia
- 1948
  - 1º en el Tour des Quatre-Cantons
  - Vencedor de una etapa en el Vuelta en Luxemburgo

### Resultados en el Tour de Francia
- 1947. 53.º de la clasificación general. Vencedor de una etapa